# Acmaeopsoides rufula
Acmaeopsoides rufula är en skalbaggsart som först beskrevs av Samuel Stehman Haldeman 1847.  Acmaeopsoides rufula ingår i släktet Acmaeopsoides och familjen långhorningar. Inga underarter finns listade i Catalogue of Life.